# Acrosternum pensylvanicum
Acrosternum pensylvanicum är en insektsart som först beskrevs av Gmelin 1790.  Acrosternum pensylvanicum ingår i släktet Acrosternum och familjen bärfisar. Inga underarter finns listade i Catalogue of Life.